# Oxyteninae
Los oxiteninos (Oxyteninae) son una subfamilia de lepidópteros ditrisios de la familia Saturniidae. Considerada una familia, Oxytenidae por otros. Se encuentra en América central y del sur.

## Géneros
- Asthenidia - Draconipteris - Eusyssaura - Homoeopteryx - Lycabis - Oxytenis - Teratopteris - Therinia[1]